# Edwin Logie Morris
Sir Edwin Logie Morris, britanski general, * 1889, † 1970.